# Chionaspis ramakrishnai
Chionaspis ramakrishnai är en insektsart som beskrevs av Rao 1953. Chionaspis ramakrishnai ingår i släktet Chionaspis och familjen pansarsköldlöss. Inga underarter finns listade i Catalogue of Life.